# Automorphisme intérieur
Un automorphisme intérieur est une notion mathématique utilisée en théorie des groupes.
Soient G un groupe et g un élément de G. On appelle automorphisme intérieur associé à g, noté ιg, l'automorphisme de G défini par :
Pour un groupe abélien, les automorphismes intérieurs sont triviaux. Plus généralement, l'ensemble des automorphismes intérieurs de G forme un sous-groupe normal du groupe des automorphismes de G, et ce sous-groupe est isomorphe au groupe quotient de G par son centre. L'isomorphisme est induit par l'action par conjugaison de G sur lui-même.

## Définitions

### Automorphisme intérieur
- Soit G un groupe. Un automorphisme intérieur de G est une application de la forme{\displaystyle \iota _{g}:G\to G,x\mapsto gxg^{-1}}pour un certain élément g de G (on parle alors de l'automorphisme intérieur associé à g).
Tout automorphisme intérieur de G est un automorphisme du groupe G, c'est-à-dire
  - un morphisme de G dans G :{\displaystyle \forall x,y\in G\quad \iota _{g}(x)\iota _{g}(y)=(gxg^{-1})(gyg^{-1})=gxyg^{-1}=\iota _{g}(xy)}
  - bijectif : la bijection réciproque de ιg est ιg−1, puisque{\displaystyle \iota _{g}\circ \iota _{h}=\iota _{gh}\quad {\text{(car }}\forall x\in G\quad g(hxh^{-1})g^{-1}=(gh)x(gh)^{-1})}et que, comme l'élément neutre appartient au centre Z(G) de G, son automorphisme intérieur associé est l'identité (plus généralement, l'ensemble des points fixes de ιg est exactement le centralisateur de g).
- Deux éléments de G ou deux sous-groupes de G images l'un de l'autre par un automorphisme intérieur sont dits conjugués.

Remarque : si G est muni de structures supplémentaires (groupe topologique, groupe de Lie, groupe algébrique), les automorphismes intérieurs sont toujours des isomorphismes pour les structures considérées.

### Sous-groupe normal
Un sous-groupe H de G est dit normal ou distingué dans G lorsqu'il est globalement stable par tous les automorphismes intérieurs. Cela revient à dire qu'il est son seul conjugué.

## Groupe des automorphismes intérieurs
L'application {\displaystyle \iota :g\mapsto \iota _{g}} est un morphisme de groupes de G dans le groupe Aut(G) des automorphismes de G. L'image est exactement l'ensemble des automorphismes intérieurs de G, qui est donc un sous-groupe de Aut(G), noté Int(G). Par le théorème d'isomorphisme, le morphisme surjectif {\displaystyle \iota :G\rightarrow \mathrm {Int} (G)} induit un isomorphisme :
Si {\displaystyle \phi } est un automorphisme de G, et si g est un élément de G, alors :
d'où 
Le conjugué d'un automorphisme intérieur par un automorphisme est donc un automorphisme intérieur. De ce fait, Int(G) est un sous-groupe normal de Aut(G).
Pour résumer, on dispose donc de deux suites exactes :
et
Le quotient de Aut(G) par Int(G) est noté Out(G) ; ce sont les automorphismes extérieurs de G.

### Groupe d'automorphismes d'un sous-groupe normal
Avec les notations ci-dessus, si H est un sous-groupe normal de G, tout automorphisme intérieur de G se restreint en un automorphisme de H. D'où un morphisme de groupes éventuellement surjectif {\displaystyle \mathrm {Int} (G)\rightarrow \mathrm {Aut} (H)}. La surjectivité est espérée pour déterminer le groupe des automorphismes de H.
La composition par {\displaystyle \iota } donne un morphisme {\displaystyle G\rightarrow \mathrm {Aut} (H)}, dont le noyau est le centralisateur de H.

## Cas des anneaux
Un automorphisme d'anneau unifère est dit intérieur s'il est de la forme x ↦ uxu−1 pour une certaine unité u de l'anneau.

## Histoire
Le fait que le groupe des automorphismes intérieurs d'un groupe G est sous-groupe normal du groupe des automorphismes de G a été énoncé et démontré par Otto Hölder en 1895.